# Sandra Carrasco
Sandra Carrasco Tavira (Huelva, 13 de diciembre de 1981), más conocida como Sandra Carrasco, es una cantante española que viene del flamenco con diversos registros musicales como la Bossa nova, el Jazz y la World Music.

## Biografía
Criada en Huelva, comienza a prepararse en la Alameda de Hércules de Sevilla con la maestra Adelita Domingo quien la inicia en el canto. 
Sus comienzos profesionales empiezan cantando como corista para artistas flamencos como Arcángel, El Pele, Manolo Sanlúcar, Manuel Lombo, Miguel Poveda y en ocasiones con Estrella Morente, entre otros.
Gana numerosos concursos de Fandangos de Huelva y cursa una beca en la Fundación de cante Flamenco Cristina Heeren en Sevilla. Estudia Bachiller de Arte en la Universidad de Huelva, la Diplomatura de magisterio en la modalidad de Música.
Llega a Madrid en 2007 y entra a formar parte del musical Enamorados Anónimos creado por José María Cámara y Javier Limón junto con Blanca Li como coreógrafa. Están varias semanas en la gran vía de Madrid en cartel durante el 2008.
De la mano de Javier Limón graba su primer disco con EMI Music titulado Sandra Carrasco. A raíz de esa grabación conoce a Anoushka Shankar, hija de Ravi Shankar y hermana de Norah Jones con la que hace gira mundial durante tres años.
La compañía Estévez-Paños y Compañía, la adopta para formar parte de numerosos proyectos como cantaora. Compate escenario con el bailarín de contemporáneo Antonio Ruz. Hace giras con el espectáculo de electrónica y danza 220 Voltios. Con Romances ganan un giraldillo de La Bienal de Sevilla a la mejor dirección escénica de Juan Kruz Díaz.
A finales del 2013 empieza a hacer giras internacionales con Flamenco Hoy de Carlos Saura del productor Julio Martí.
Graba su segundo disco con Warner Music Spain titulado Océano grabado en 2013 acompañada de los músicos Chuchito Valdés, Javier Colina y Jerry González entre otros, haciendo versiones latinoamericanos y es producido por Julio Martí.
Se estrena por primera vez en el Teatro Lope de Vega de Sevilla en octubre de 2014 como protagonista con su propio espectáculo donde recibe una gran acogida del público. Durante ese año sigue de gira por varias ciudades y pueblos de España.
En 2014 colabora con el bajista Camerunés Richard Bona en el espectáculo Flamenco Project donde hacen presentaciones en Madrid, Sevilla, Barcelona y París.
Colabora a menudo con la organización Música en Vena cantando en varios hospitales Madrileños, intentan que se instaure la música como una necesidad en todos los hospitales de España.
En 2015 comienza a grabar su nuevo álbum titulado Travesía, lo produce el músico Melón Jiménez. Lo terminan en primavera de 2016.
A finales de 2016 graba varios temas para el disco A Galeano del guitarrista Rycardo Moreno, lo presentan en mayo de 2017 en Málaga.
Actualmente está de gira con su última producción Travesía y en diferentes espectáculos musicales como Fedra de Maura Morales.
Ensaya la obra de danza y música Electra para el Ballet Nacional de España estrenada en 2017, siendo ella la voz principal del espectáculo.
Junto con María Mezcle y Pablo Rubén Maldonado forman el grupo Divas, un espectáculo en directo, homenaje a las grandes voces femeninas de la historia de la música. El Flamenco a través de este proyecto en directo las recuerda.
El 5 de noviembre de 2017 salió a la venta el disco De cerca grabado en directo desde el Café Berlín de Josemi Carmona & Javier Colina con Bandolero, donde Sandra Carrasco colaboró en los temas "Morente Habichuela" y "Flor de Lis".
A finales de 2017 el disco Travesía fue considerado uno de los mejores 100 discos de España, según el portal de internet 100x100 música.
El 12 de febrero de 2018 concursó en el programa de televisión Got Talent España donde interpreta unos fandangos de Huelva. Consiguió los cuatro síes del jurado formado por Risto Mejide, Edurne (cantante), Eva Hache y Jorge Javier Vázquez.
En mayo de 2018 graba el tema principal de la BSO Animales Sin Collar, película que se estrenará el 19 de octubre.
El pasado 1 de enero de 2019 ofreció ante más de 3000 personas el concierto de año nuevo de Tenerife, celebrado en Garachico acompañada por la Big Band de Canarias.
El 1 de agosto de 2019 estrena el videoclip del sencillo "Homenaje a Canalejas de Puerto Real" y el 30 de agosto salió en todas las plataformas digitales.
El 9 de noviembre se presentó en el Teatro Flamenco Madrid el próximo álbum de Sandra junto a Pedro Ojesto, La luz del entendimiento en el que colaborará la cantaora Carmen Linares.
23 de marzo de 2020 sale a la venta el cuarto trabajo discográfico, "La luz del entendimiento" en esta ocasión en conjunto con el pianista Pedro Ojesto. Un disco clásico homenaje a grandes cantaoras donde la guitarra y el piano acompañan al cante.
Formará parte del elenco de "Márgenes" espectáculo de danza de Cristian Martín que se estrenará el 23 y 24 de septiembre en los Teatros del Canal de Madrid.
Junto con la cantante Ondina, lanzan la versión del tema S.O.S de Mayte Martín con motivo de la manifestación del Orgullo 2020.
En diciembre de 2020 presenta por primera vez en la Suma Flamenca su propio espectáculo con todas las localidades vendidas junto con Paco Cruz a la guitarra y Anabel Moreno y Tamar González a las palmas.
El 25 de diciembre de 2020 junto con el Ballet Nacional de España interpretan el villancico Miracurrucú de Canalejas de Puerto Real.
A finales de marzo de 2021 se lanza "Te espero en Jarra" colaboración con María Peláe.
Después de colaborar en el estreno D'MADRUGA de Eva yerbabuena en la Suma Flamenca 2020, forma parte de su nuevo espectáculo "Al igual que tú" que se estrena en el Festival de Jerez 2021.
Sandra confirma que ya se encuentra trabajando en el que será su quinto álbum de estudio que llevará por título "El Belingonero Flamenco" y que será lanzado en 2021.
Junto al Trío Arbós estrenan el proyecto de "Boleros - Miralles" donde Sandra pone voz a populares boleros con arreglos de Ricard Miralles, arreglista y pianista durante décadas de Joan Manuel Serrat y que se estrena en los Teatros del Canal a finales de abril de 2021.  Disco que ha salido ya a la luz en enero de 2022. 
En abril de 2021 se lanza el sencillo "Sigue luchando mi Reina", primer sencillo presentación de un gran proyecto llamado "Clásica Flamenca". Fusión entre la música clásica y música flamenca.
Artista invitada del último espectáculo del bailaor Alfonso Losa presentado en la suma Flamenca en 2021 y  premio de la crítica en el Festival de Jerez en 2022. 
Gira francesa y española en 2022 por catedrales con el espectáculo “liturgia” con José Maya, Rafael Jiménez Falo, Diego Amador Júnior y José Luis López. 
Colaboraciones con David de Arahal con los sencillos  “Sevillanas a Estrella Morente” música y letra de La propia Artista y “Que no te vea yo caerte” también junto a La guitarra y arreglos de David de Arahal. 
En 2022 sale a la luz el último disco a dúo de la artista con el maestro José Luis Montón llamado “Canciones al oído” presentado en septiembre de 2021 en la sala roja de los Teatros del Canal. Un disco de canciones del maestro cantando por la artista, una propuesta intimista, ecléctica, flamenca, profunda y divertida que gira por el país en este momento.
Recibe en octubre de 2022 el premio Doñana Flamenco, un prestigioso galardón de Almonte (Huelva) que ya recibieron grandes figuras del cante Flamenco como por ejemplo Enrique Morente. 
Sandra Carrasco y David de Arahal actúan en la gala de los gramys de Flamenco en la Plaza España de Sevilla, siendo este un acontecimiento de suma importancia para la artista, a raíz de ahí no paran de rodar su espectáculo reciente con David de Arahal llamado "Recordando a Marchena", un homenaje a su padre recientemente fallecido donde se han recorrido toda España y NEW YORK en marzo de 2024. Este libro Disco sale a la luz el 15 de abril de 2024.

## Discografía
- El Belingonero Flamenco  (2021) fecha prevista. Producido por Miguel Hiroshi, Paco Cruz y Sandra Carrasco.
- La luz del entendimiento (2020) Producido por Pedro Ojesto y Joseluis Ruperez
- Travesía (2016), Producido por Melón Jiménez
- Océano (2014), Producido por Julio Martí
- Sandra Carrasco (2011), Producido por Javier Limón
- “Boleros”con el Trío Arbós
- “Canciones al Oído” con José Luis Montón 0
- "Recordando a Marchena" libro y doble disco en directo. 
Sencillos:
- Sandra Carrasco & Trío Arbós - Como un milagro un bolero (2021) de Juanito Márquez en un arreglo de Ricard Miralles
- Sandra Carrasco - Homenaje a Canalejas de Puerto Real (2019), Producido por Sandra Carrasco y Paco Cruz (Single)
- Sevillanas a Estrella Morente” con David de Arahal. 
-“Que no te vea yo caerte” con David de Arahal.

## Colaboraciones
- Con Salomé Limón en el tema "Sigue luchando mi Reina" para el proyecto Clásica Flamenca (2021)
- Con María Peláe en el tema "Te espero en Jarra" para el sencillo Te espero en Jarra (2021)
- Con José Luis Montón en el tema "Respírame" para el disco Flamenco & Classica (2021)
- Con José Almancha en el tema "Tangos de las Vinalias" para el disco Alejandra (2021)
- Con Lourdes Pastor en el tema "Palabras para julia" para el disco La Revolución a la vuelta de la esquina (2021)
- Con Trío Arbós en el tema "Soleá del desengaño" de Juan Carlos Garvayo para el sencillo Soleá del desengaño (2020)
- Con Manuel De la Luz en el tema "Para Olivia" para el disco Mi clave (2020)
- Con Ondia en el tema "S.O.S" de Mayte Martin para el sencillo Sos (2020)
- Con "Varios artistas" en el tema "El color de mis días" para el disco Vive (2019)
- Con Andrés Barrios en el tema "Tu eterno mar" para el disco Al sur del Jazz (2019)
- Con Miguel Hiroshi en el tema "Goteando" para el disco Oníriko Orinoko (2019)
- Con Azerí Flamenco en el tema "Mi mar" para el disco Mi Mar (2019)
- Con Chambao en el tema "Llévalo contigo" para el disco De Chambao a La Mari (2018)
- Con Josemi Carmona & Javier Colina en los temas "Morente Habichuela" y "Flor de lis" para el disco De cerca live (2017)
- Con Maita Vende Ca en el tema "Loquito por tus huevos" para el disco x20+ (2017)
- Con Paco Soto en el tema "Deseo" para el disco Vida (2017)
- Con Rycardo Moreno en el varios temas para el disco A Galeano (2017)
- Con Enrique Herida "Negri" en el tema "Siempre he querido amarte" para el disco Mi tiempo (2016)
- Con Enriquito en el tema "Nunca más" para el disco Contrarreloj (2016)
- Disco con varios artistas (Argentina, Rosario la tremendita, Rocío Bazan...) en los temas: "Hojas de Otoño" y "Aleluya" para el disco Como un corazón (2015)
- Con Juan Debél y Yerai Cortés en el tema "La zapatera" para el sencillo digital La zapatera (2015)
- Con Rober Sua en el tema "Mi latido" para el disco Yo vida (2015)
- Con Bettina Flater en el tema "La gota y el mar" para el disco La gota y el mar (2014)
- Con Anoushka Shankar en el tema "Casi Uno" para la gira mundial de Anoushka Shankar Traveller (2012)
- En el tema "Por el bulevar de los sueños rotos" para el disco homenaje a Joaquín Sabina De purísima y oro (2012)
- En el tema "Le pregunté yo a los cielos" para el disco “Flamenco, patrimonio de la humanidad” (2011)
- Con Buika en el tema "Mirame" para el DVD+CD Iván “Melón” Lewis Travesía (2010)
- Con varios artistas (Alejandro Sanz, Shakira, Bebe, Juanes, Miguel Bosé…)  en el tema "Ay Haití" para el sencillo caritativo producido por Carlos Jean Ay Haití (2010)
- Con Javier Limón en el tema "La calle del olivar" en el disco Mujeres de agua (2010)

## Musicales, danza y teatro
- Cantante y bailarina en la obra Márgenes (2020 / Actualidad) de Cristian Martín (Compañía Proyecto Lanza)
- Cantante y bailarina en la obra Los caminantes (2020 / Actualidad)
- Cantante y cantaora en la obra Electra (2017 / 2020) del Ballet Nacional de España
- Cantante en la obra Fedra (2016 / 2018) de Maura Morales y Michio Woirgardt
- Cantaora en la Danza 200V (2013)  de Estévez/Paños y compañía
- Cantaora en la obra Flamenco hoy (2013)  de Carlos Saura
- Cantaora y actriz en la obra Romances (2012) de Estévez/Paños y compañía
- Integrante en el musical Enamorados Anónimos (2008 / 2009) de Javier Limón y Blanca Li

## Giras musicales
Mundial:
- "The Project Flamenco" (2014) de Richard Bona
- "Traveller" (2011 / 2013) de Anoushka Shankar
España:
- "A piano y voz" (2021 / Actualidad)
- "El Belingonero Flamenco" (2020 / Actualidad)
- " Beethoven por bulerías. Visión flamenca a partir de sus canciones españolas" (2020 / Actualidad)
-  "Flamenco y copla"  (2018 / Actualidad)
- "Travesía de la comadre" (2019)
- "Electra" con el Ballet Nacional de España (2017/ 2020)
- "Travesía" (2016)
- "Océano" (2014)
- "Sandra Carrasco" (2011) 
Italia:
- "Océano" (2015)